# Baie-Johan-Beetz
Pour les articles homonymes, voir Johan Beetz et Beetz.
Baie-Johan-Beetz est une municipalité du Québec (Canada), située dans la municipalité régionale de comté de Minganie et dans la région administrative de la Côte-Nord.

## Histoire
Autrefois appelé Piastre Baie, ce village a été renommé au début du XXe siècle (officialisé en 1966) en l'honneur d'un aristocrate belge, Johan Beetz, s'étant établi dans ce village pendant quelques années. Ce dernier y a fait construire un manoir luxueux que les habitants appellent encore aujourd'hui « Le château ». Il a apporté une grande contribution aux habitants de ce village par ses connaissances en médecine. De plus, Baie-Johan-Beetz est le seul endroit au Canada à avoir été épargné par la grippe espagnole puisque Johan Beetz a mis le village en quarantaine.
Le télégraphe est installé en 1897 et sera en fonction jusqu'à l'arrivée du téléphone en 1967. Le village bénéficie de l'électricité à partir de 1963. Une première école est construite en 1919, remplacée en 1951 et en 1966. Un premier dispensaire est créé en 1955.
Baie-Johan-Beetz échappe de peu à la destruction en juillet 2013 lorsqu'un feu de forêt force l'évacuation des résidents.

## Toponymie
« Autrefois, le territoire de la municipalité de Baie-Johan-Beetz, situé à 60 km à l'est de Havre-Saint-Pierre, était identifié sous la dénomination « Piastre Baie », provenant de l'expression en innu-aimun piashite-pets, là où l'eau passe par-dessus, ou encore, selon certains, remontant au mot piashtibé, baie sèche ou là où l'eau monte. Cette appellation a donné naissance à une foule de variantes dont, entre autres, « Piashti Bay », « Pillage Bay », « Baie du Pillage », « Piastibe », « Piashte Bay », « Piestebé ». Peut-être pour ce motif ou encore par crainte de se couvrir de ridicule en se disant citoyen de Piastre Baie, les résidents manifestent le désir de modifier le nom du village en « Baie-Johan-Beetz » dès 1910, intention qui ne se concrétisera officiellement que 55 ans plus tard avec la création de la municipalité. Cependant, il faut reconnaître que la dénomination amérindienne reflétait davantage le lien avec la topographie puisque, à marée basse, la baie est sèche et que même les navires de tonnage moyen doivent attendre que l'eau monte avant de s'y engager. Le motif d'attribution de ce nom unique en toponymie québécoise repose sur la présence et l'action de Johan Beetz (1874-1949), d'origine belge, qui se fixe à la fin du XIXe siècle (1897-1922) dans la baie qui portera son nom dès 1914. Il s'y installe pour pratiquer l'élevage des animaux à fourrure et démontre une grande ferveur de naturaliste, particulièrement pour l'élevage du renard.
Le blason populaire attribué aux citoyens, soit Paspébiac, rappelle que maints pionniers étaient originaires de Paspébiac en Gaspésie. Cette explication cause un certain problème car les premiers habitants proviennent tous des Îles-de-la-Madeleine. Seule la famille Tanguay est issue de Berthier-sur-Mer.
En 1996, le prolongement de la route 138 permet de relier cette municipalité à celle de Havre-Saint-Pierre, et ce faisant, « d'en rompre l'isolement ».

## Démographie

### Population
| 1991 | 1996 | 2001 | 2006 | 2011 | 2016 | 2021 |
| ---- | ---- | ---- | ---- | ---- | ---- | ---- |
| 107  | 85   | 89   | 95   | 81   | 86   | 84   |

### Langues
En 2011, sur une population de 85 habitants, Baie-Johan-Beetz comptait 100 % de francophones.

## Administration
Les élections municipales se font en bloc pour le maire et les six conseillers.
| Baie-Johan-Beetz Maires depuis 2001                                                                                  |                    |         |          |
| Élection | Maire              | Qualité | Résultat |
| 2001 | Jean-Marie Tanguay |         | Voir     |
| 2005 | Martin Côté        |         | Voir     |
| 2009 | Martin Côté        | Voir    |          |
| 2013 | Frédérick Gagnon   |         | Voir     |
| 2017 | Martin Côté (2)    |         | Voir     |
| 2021 | Martin Côté (2)    | Voir    |          |
| 2023 | Sébastien L'Ecuyer |         | Voir     |
| Élection partielle en italique Depuis 2005, les élections sont simultanées dans toutes les municipalités québécoises |                    |         |          |

## Monuments
- La Maison Johan-Beetz est une demeure construite en 1899 et classée en 1979.
- L'église de Saint-François-Régis a été construite en 1907, parachevée en 1922 et classée en 2003.

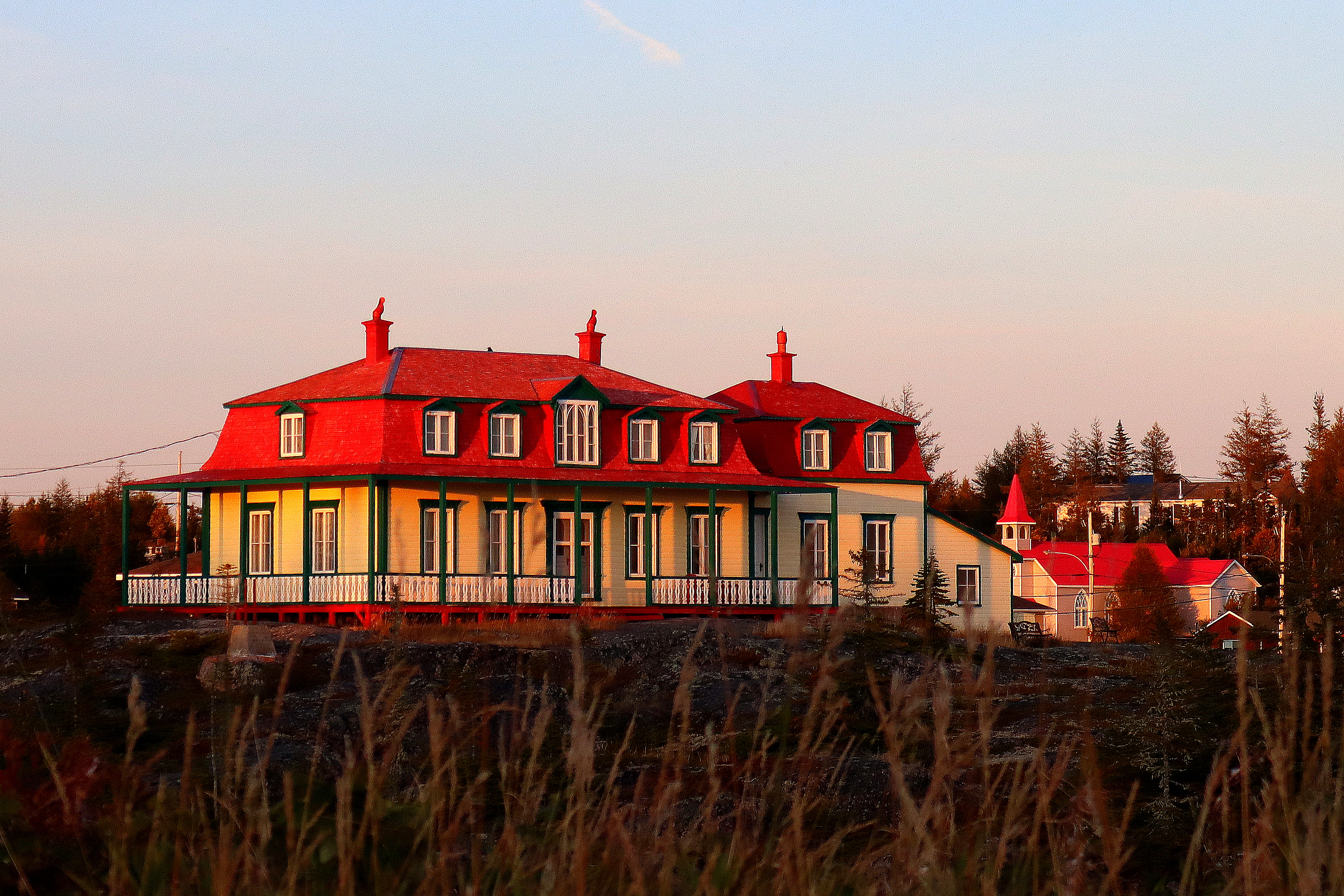
Maison Johan-Beetz
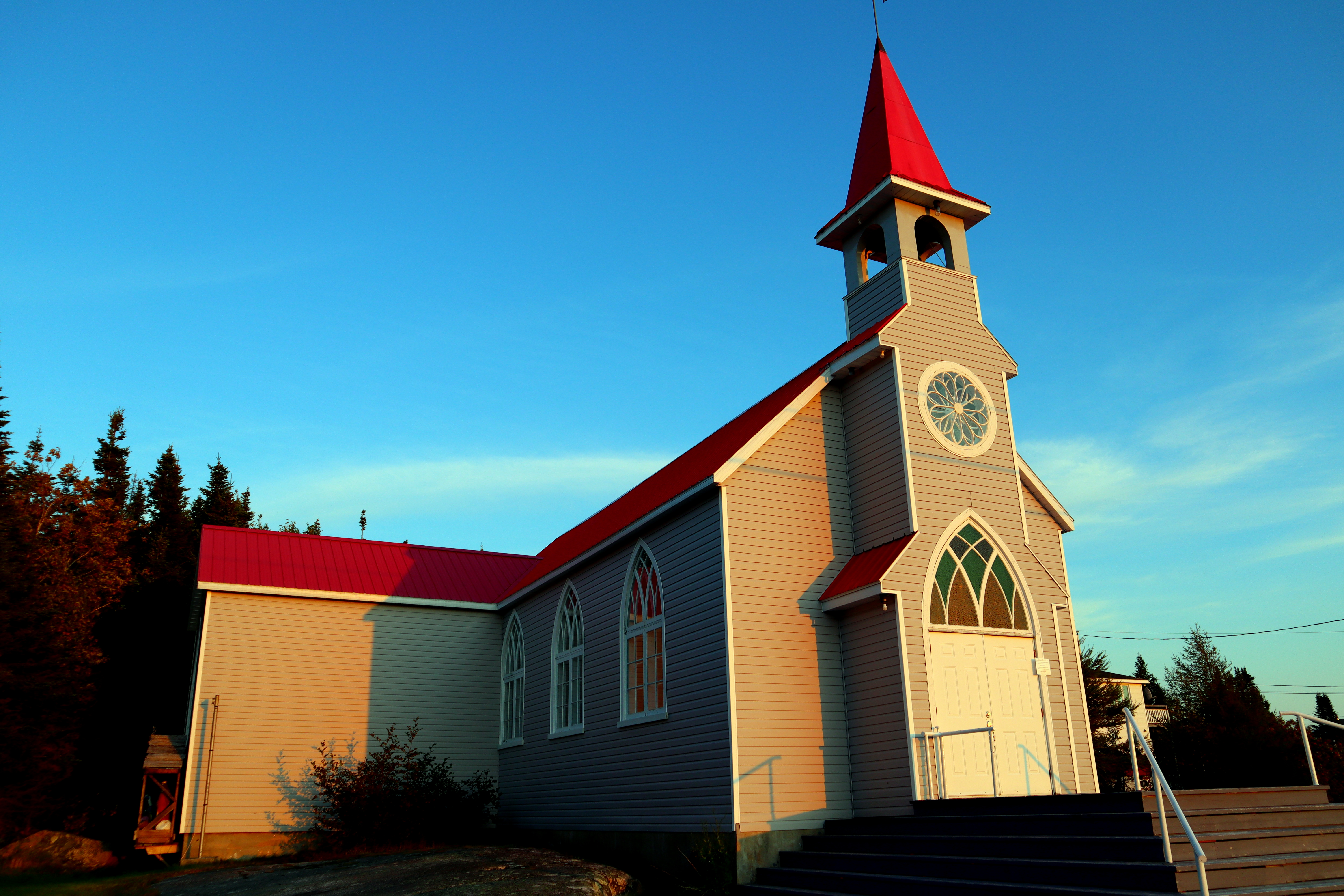
Église de Saint-François-Régis